# Phrynobatrachus minutus
Phrynobatrachus minutus é uma espécie de anfíbio da família Petropedetidae.
Pode ser encontrada nos seguintes países: Etiópia, Quénia, Tanzânia e Uganda.
Os seus habitats naturais são: florestas subtropicais ou tropicais húmidas de baixa altitude, regiões subtropicais ou tropicais húmidas de alta altitude, matagal húmido tropical ou subtropical, campos de altitude subtropicais ou tropicais, rios, rios intermitentes, lagos de água doce, marismas de água doce e marismas intermitentes de água doce.
Está ameaçada por perda de habitat.